# DHI
DHI er en uafhængig, international rådgivnings- og forskningsorganisation. DHI er specialister i vandmiljø og arbejder med beslægtede områder såsom kemikalier og fødevaresikkerhed. DHI er godkendt som teknologisk serviceinstitut (GTS) af ministeriet for Forskning, Innovation og Videregående Uddannelser og er en del af GTS-netværket. DHI tilbyder rådgivningsydelser, modelleringsværktøjer, laboratorietest, fysiske modelforsøg samt feltopmålinger og moniteringsprogrammer. DHI, som er selvejende, har på verdensplan mere end 1.100 vidensmedarbejdere i 30 lande.
Dansk Hydraulisk Institut (DHI) blev etableret i 1964 som Vandbygningsinstituttet under Danmarks Tekniske Universitet, men omdøbt til Dansk Hydraulisk Institut i 1971. Instituttet, der især arbejdede med udvikling af hydrauliske modeller til simulering af vandområder i ind- og udland, fusionerede i 2000 med Vandkvalitetsinstituttet (VKI) til DHI - Institut for Vand og Miljø.